# 浙江出版联合集团
浙江出版联合集团是位于中华人民共和国浙江省杭州市天目山路40号的一家出版社，成立于2000年12月，其党委书记、董事长、总裁为鲍洪俊。

## 沿革
浙江出版联合集团是浙江省人民政府直属国有独资出版企业集团和国有资产授权经营单位。有十一家出版单位（浙江人民出版社、浙江人民美术出版社、浙江科学技术出版社、浙江文艺出版社、浙江少年儿童出版社、浙江教育出版社、浙江古籍出版社、浙江摄影出版社、浙江电子音像出版社和浙江省期刊总社、浙江数字传媒公司），3家全资子集团（浙江省新华书店集团、浙江印刷集团、浙江省出版印刷物资集团），以及浙江出版集团投资公司、浙江出版集团置业发展公司。
2016年7月，国家新闻出版广电总局的支持下，浙江出版联合集团有限公司和俄罗斯尚斯国际出版集团合作的书店在俄罗斯莫斯科阿尔巴特大街开业。